# 弗勒拉克
弗勒拉克（法語：Fleurac，法語發音：[flœʁak]）是法国多尔多涅省的一个市镇，属于萨拉拉卡内达区。

## 地理
弗勒拉克（45°0'28"N, 1°0'7"E）面积22.18 平方千米，位于法国新阿基坦大区多爾多涅省，该省份为法国西南部内陆省份，是法國本土面积第三大的省，大致对应佩里戈尔地区，北起顺时针与夏朗德省、上维埃纳省、科雷兹省、洛特省、洛特-加龙省、吉倫特省和滨海夏朗德省接壤。
与弗勒拉克接壤的市镇（或旧市镇、城区）包括：普拉扎克、佩扎克勒穆斯捷、萨维尼亚克-德米尔蒙、莱塞济、莫藏和米雷蒙、蒂尔萨克、鲁菲尼亚克-圣塞尔南德雷亚克、韦泽尔河畔圣莱昂。

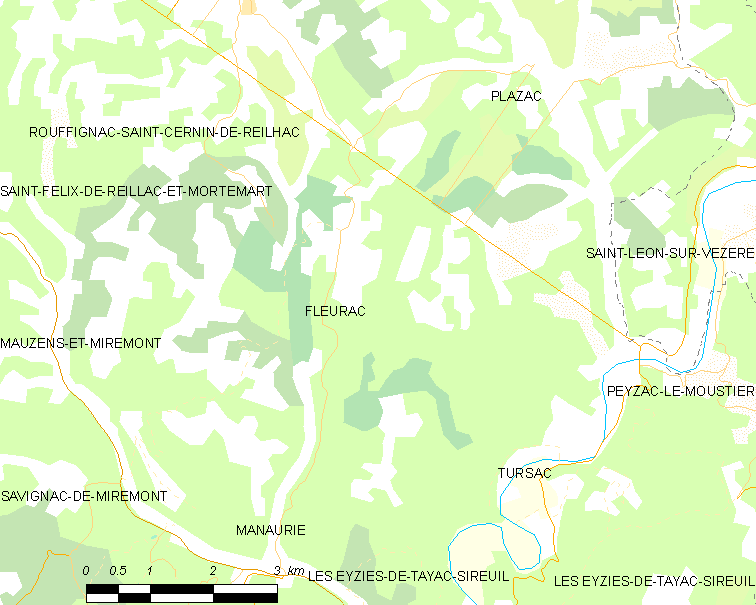
弗勒拉克的OSM定位图

弗勒拉克的时区为UTC+01:00、UTC+02:00（夏令时）。

## 行政
弗勒拉克的邮政编码为24580，INSEE市镇编码为24183。

## 政治
弗勒拉克所属的省级选区为人谷县。

## 人口

1962-2008年间弗勒拉克人口变化图示

弗勒拉克于2022年1月1日时的人口数量为320人。